# Новая Фёдоровка
Новая Фёдоровка — село, центр сельской администрации в Старошайговском районе. Население 477 чел. (2001), в основном русские.
Расположено на речке Кизяевке, в 29 км от районного центра и 60 км от железнодорожной станции Саранск. Название-антропоним: по имени владельца населенного пункта. В письменных источниках упоминается с конца 17 в. В «Списке населённых мест Пензенской губернии» (1869) Новая Фёдоровка — село казённое из 215 дворов (1 638 чел.) Инсарского уезда. В 1894 г. в селе было 275 дворов (1 880 чел.); в 1912 г. — 285 (2 035), церковно-приходская школа, 6 хлебозапасных магазинов, 2 вальцовые и водяная мельница, 8 маслобоек и просодранок, 12 шерсточесалок, 3 кузницы; в 1926 г. — 342 (2 069); в 1931 г. — 342 двора (1 849 чел.). В начале 1930-х гг. был создан колхоз им. Ленина, с 1950 г. — укрупнённый, с 1996 г. — СХПК «Новофёдоровский». В современном селе — средняя школа, Дом культуры, магазин, медпункт; церковь Димитрия Солунского (1820). Новая Фёдоровка — родина участника Великой Отечественной войны орденоносца И. Д. Рожкова, министра социальной защиты населения Республики Мордовия Г. Я. Юдакова, химика В. М. Пузановой. В Новофёдоровскую сельскую администрацию входит д. Надеждинка (23 чел.).

## Источник
- Энциклопедия Мордовия, И. Н. Кадеров.